# Ju (État)
1046 av. J.-C. – 431 av. J.-C.
Entités suivantes :
- Qi

Ju (chinois: 莒; pinyin: Jǔ) était un état Dongyi dans l'actuelle province du Shandong pendant la dynastie Zhou (1046 — 256 av. J.-C.) de la Chine ancienne, au sud-est de l'État de Qi. Les dirigeants de Ju portaient le nom de famille Ji 己. Selon le Shuowen Jiezi, « Ju » signifie taro ou outil en bois. L'État de Ju a été affaibli par les conflits avec les états de Chu et de Qi. Finalement, l'État fut annexé par Qi et la ville de Ju (en) devint une cité d'importance de Qi.